# World Series 1903
Le World Series 1903 sono state la prima edizione della serie di finale della Major League Baseball al meglio delle nove partite tra i campioni della National League (NL) 1903, i Pittsburgh Pirates e quelli della American League (AL), i Boston Americans.
Nella serie, Boston rimontò da uno svantaggio di tre gare a una, vincendo le quattro sfide finali e conquistando il titolo. Non vi fu più una tale rimonta fino a quando gli stessi Pirates batterono i Washington Senators nelle World Series 1925 ed è avvenuta complessivamente undici volte nella storia del baseball. Le Series portarono credibilità e prestigio alla nuova American League, provando che le sue franchigie erano in grado di battere quelle della National League e creando il desiderio di assistere a nuove edizione delle World Series in futuro.

## Sommario
Boston ha vinto la serie, 5-3.
| Gara | Data       | Punteggio                                     | Stadio                             | Tempo | Pubblico |
| ---- | ---------- | --------------------------------------------- | ---------------------------------- | ----- | -------- |
| 1    | 1º ottobre | Pittsburgh Pirates – 7, Boston Americans – 3  | Huntington Avenue Baseball Grounds | 1:55  | 16.242   |
| 2    | 2 ottobre  | Pittsburgh Pirates – 0, Boston Americans – 3  | Huntington Avenue Baseball Grounds | 1:47  | 9.415    |
| 3    | 3 ottobre  | Pittsburgh Pirates – 4, Boston Americans – 2  | Huntington Avenue Baseball Grounds | 1:50  | 18.801   |
| 4    | 6 ottobre  | Boston Americans – 4, Pittsburgh Pirates – 5  | Exposition Park (III)              | 1:30  | 7.600    |
| 5    | 7 ottobre  | Boston Americans – 11, Pittsburgh Pirates – 2 | Exposition Park (III)              | 2:00  | 12.322   |
| 6    | 8 ottobre  | Boston Americans – 6, Pittsburgh Pirates – 3  | Exposition Park (III)              | 2:02  | 11.556   |
| 7    | 10 ottobre | Boston Americans – 7, Pittsburgh Pirates – 3  | Exposition Park (III)              | 1:45  | 17.038   |
| 8    | 13 ottobre | Pittsburgh Pirates – 0, Boston Americans – 3  | Huntington Avenue Baseball Grounds | 1:35  | 7.455    |

## Hall of Famer coinvolti
- Umpire: Tom Connolly, Hank O'Day
- Americans: Jimmy Collins, Cy Young
- Pirates: Fred Clarke, Honus Wagner